# Albrecht-Altdorfer-Gymnasium Regensburg
Das Albrecht-Altdorfer-Gymnasium Regensburg (AAG) ist ein Gymnasium im Osten der Innenstadt von Regensburg, das seit 1962 nach dem deutschen Maler und Baumeister Albrecht Altdorfer benannt ist.

## Geschichte
Von 1864 bis 1884 war das städtische Gymnasium unter dem Namen Königliches Realgymnasium im Thon-Dittmer-Palais untergebracht. Seit 1880 nannte es sich auch Neues Gymnasium, um sich eindeutig vom 1872 auf dem Ägidienplatz erbauten katholisch geprägten „Alten Gymnasium“ abzugrenzen. Als sich zeigte, dass die räumlichen Verhältnisse im  Thon-Dittmer-Palais für den Schulbetrieb zu beengt wurden, fiel auf Anregung von Bürgermeister Oskar von Stobäus der Entschluss, ein neues Schulgebäude auf einem städtischen Grundstück am Minoritenweg, zu errichten, wo nach dem Abbruch der Stadtmauer viel Platz für Neubauten entstanden war.

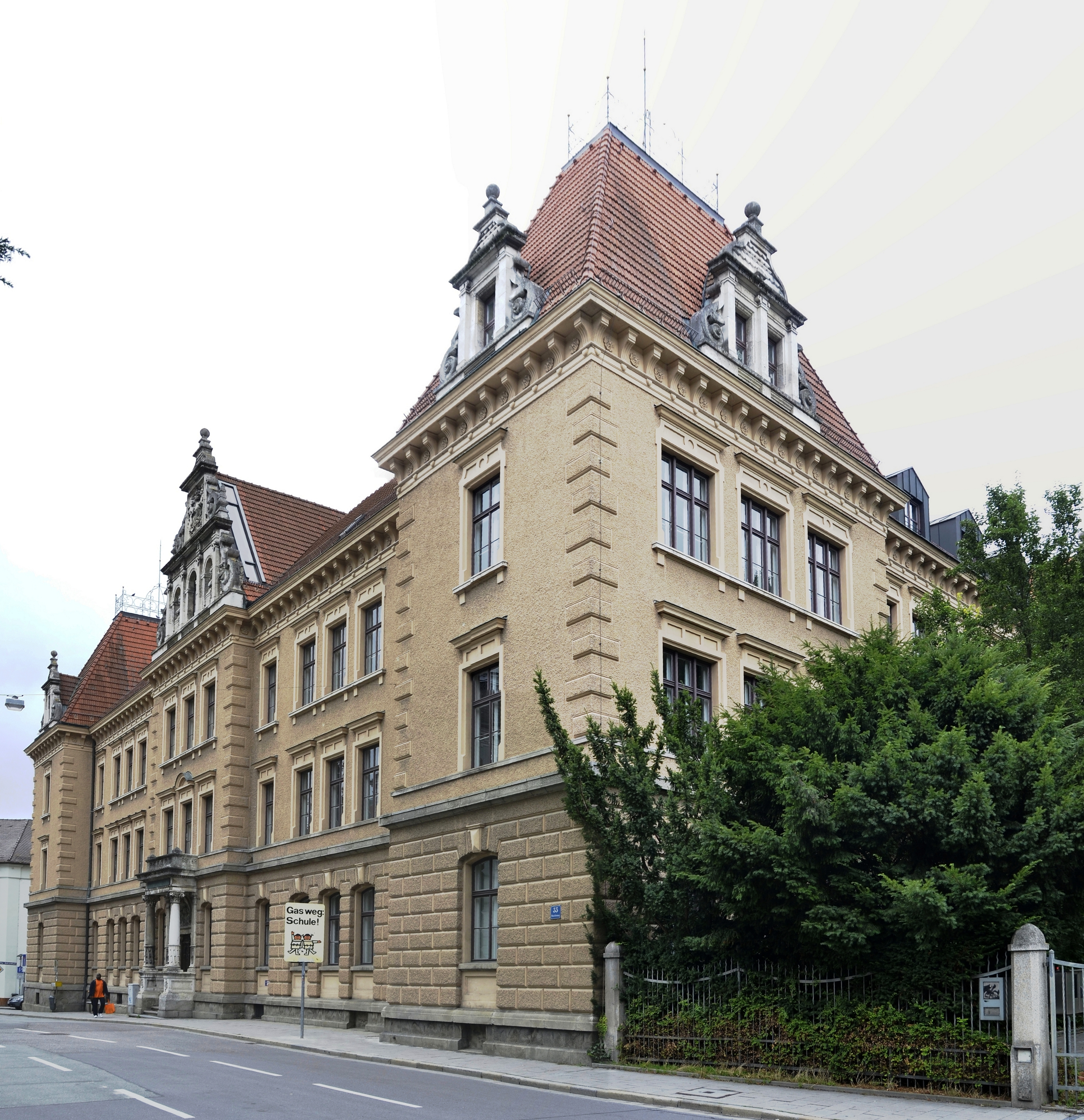
Albrecht Altdorfer Gymnasium am Minoritenweg

Am Minoritenweg gab es ein großes städtisches Grundstück. Nachdem im Laufe des Dreißigjährigen Krieges bei den Kämpfen um Regensburg das städtische  Lazarusspital westlich außerhalb der Altstadt zerstört worden war, hatte der Rat der Stadt im Osten der Altstadt beim Minoritenweg ein neues Haus erbauen lassen, in dem körperlich und geistig kranke und arme Einwohner der Stadt untergebracht werden konnten, den sogenannten Pestinhof. Die Bewohner des Pestinhofs wurden in einer ähnlichen städtischen Versorgungsanstalt in Kumpfmühl (genannt „Saurer Gockel“) untergebracht. Auf dem Gelände des Pestinhauses am Minoritenweg, das auf einem Stadtplan von 1812 als „Irrenhaus“ bezeichnet ist, wurde das Gebäude für das von Bürgermeister Stobäus erwünschte neue Königliche Neue Gymnasium gebaut. Der Neubau erfolgte auf Fundamenten der abgebrochenen Stadtmauern nach Plänen von Stadtbaumeister Adolf Schmetzer. 1894 wurde das neue Schulgebäude  fertig gestellt und behielt den bereits ab 1880 gebräuchlichen Namen „Neues Gymnasium“
Seit 1962 trägt das Gymnasium den Namen des berühmten Malers Albrecht Altdorfer.
Bezüglich der Umbenennung gibt es einige Literatur, die sich damit beschäftigt.
Ab 1880 wurden im Jahreszyklus Jahresberichte verfasst, die die Geschehnisse gut widerspiegeln.

## Architektur
Prägende Elemente der Architektur des Schulgebäudes im Stil der Neurenaissance (1892/94, Adolf Schmetzer) sind sowohl der winkelförmige dreigeschossige Walmdachbau mit Eckpavillons und Zwerchhausgiebel als auch Fundamente der Stadtmauer und eines Zwingermauertürmchens (um 1330).

## Ausbildungsrichtungen
- humanistisches Gymnasium, Sprachenfolge E, L, Gr bzw. L, E, Gr
- sprachliches Gymnasium, Sprachenfolge L, E, F bzw.  E, L, F
- naturwissenschaftlich-technologisches Gymnasium, Sprachenfolge E, L bzw. L, E[1]

## Auszeichnungen
- Schule ohne Rassismus – Schule mit Courage (2006)[12]
- Fairtrade School (2015)[13]

## Fahrtenprogramm
| Jahrgangsstufe | Thema             |
| -------------- | ----------------- |
| 05             | Schullandheim     |
| 07             | Skikurs           |
| 08             | Teamfahrt         |
| 10             | Berlinfahrt       |
| 11             | Studienfahrt      |
| 12             | Orientierungstage |

## Schüleraustausch
| Jahrgangsstufe | Land/Region          |
| -------------- | -------------------- |
| 8              | England              |
| 9              | französische Schweiz |
| 10/11          | Griechenland         |

## Ehemalige Schüler
- Gernot Krankenhagen (* 1941),  Abitur 1961, Museumsdirektor in Hamburg
- Hannes Jaenicke (* 1960), Schauspieler, Autor und Umweltaktivist
- Thomas Rudner (* 1961), Abitur 1980, Politiker (SPD)
- Thomas Mergel (* 1960), Abitur 1979, Historiker, Professor an der Humboldt-Universität zu Berlin